# ایوان هرناندز (بازیکن فوتبال)
ایوان هرناندز (انگلیسی: Iván Hernández؛ زادهٔ ۲۷ فوریهٔ ۱۹۸۰) بازیکن فوتبال اهل اسپانیا است.
از باشگاه‌هایی که در آن بازی کرده‌است می‌توان به باشگاه فوتبال اتلتیکو مادرید، باشگاه فوتبال رئال وایادولید، باشگاه فوتبال آلکورکون، باشگاه فوتبال اسپورتینگ خیخون، و باشگاه فوتبال اتلتیکو مادرید بی اشاره کرد.